# Cầu Chương Dương

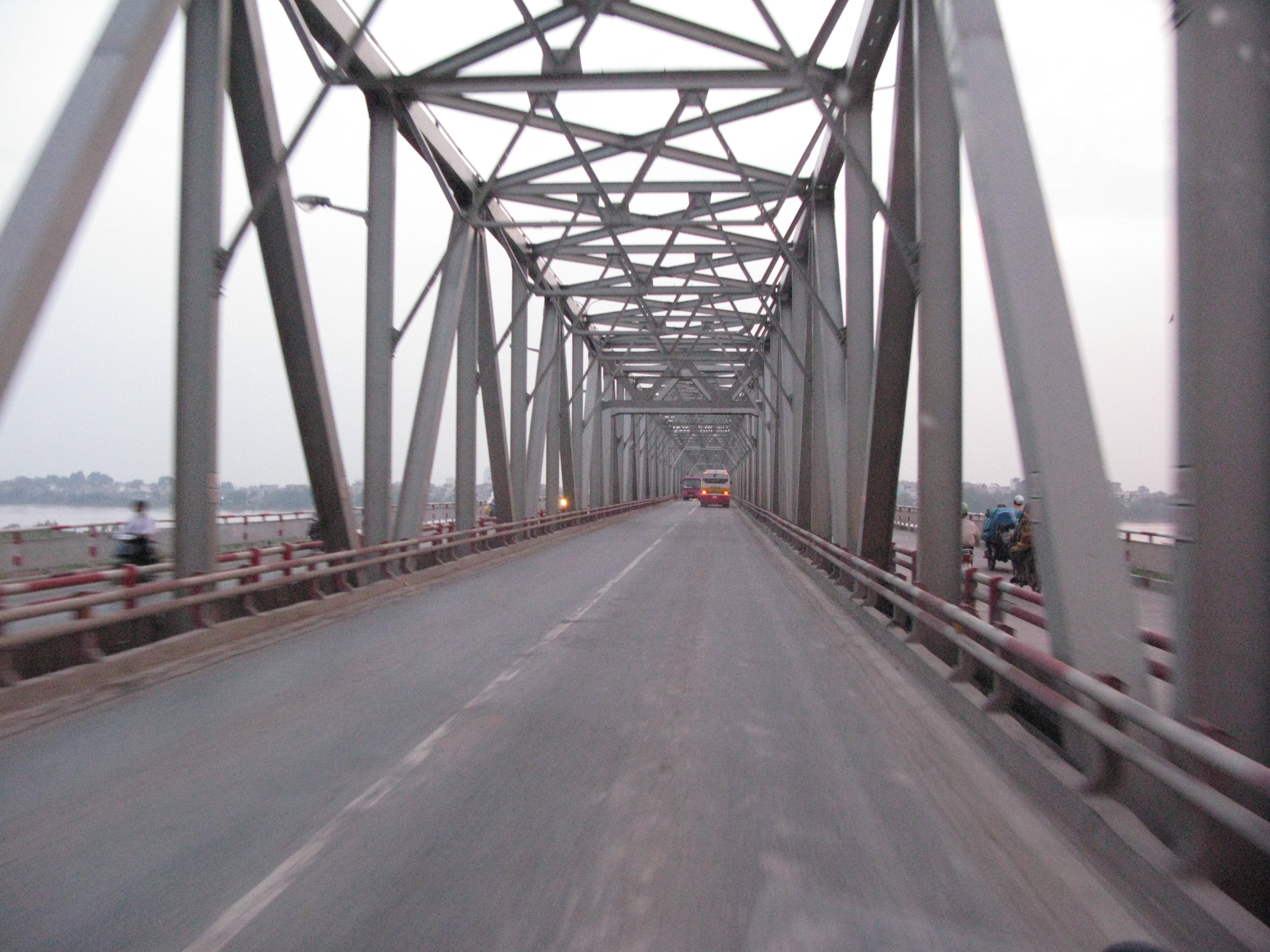
Mặt cầu Chương Dương

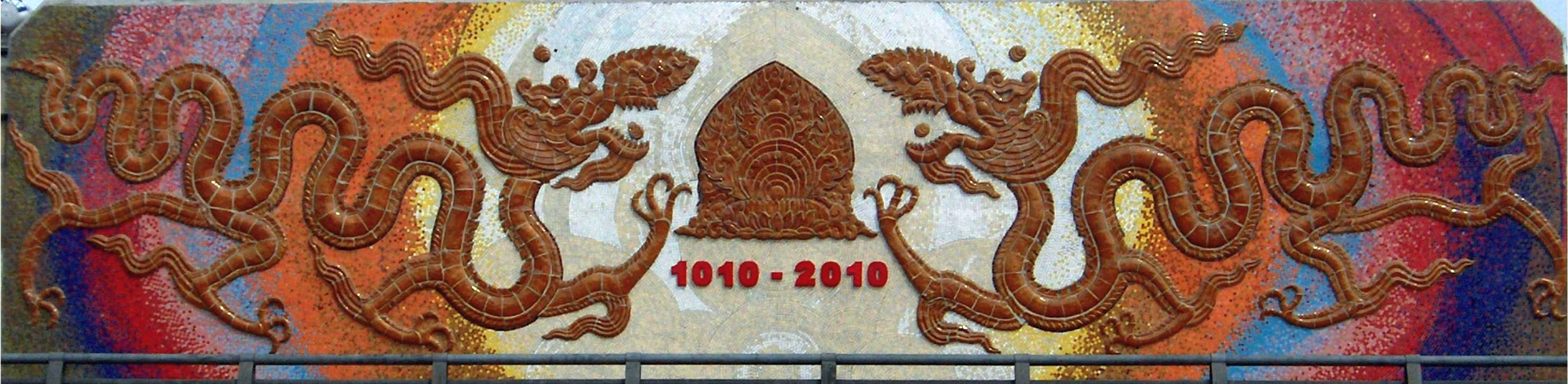
Hình "con đường gốm sứ ven sông Hồng" đắp bên thành cầu Chương Dương

Cầu Chương Dương là một cây cầu bắc qua sông Hồng, trên Quốc lộ 1 cũ tại km170+200, địa phận Hà Nội, nối phường Phúc Tân, quận Hoàn Kiếm với phường Ngọc Lâm và Bồ Đề, quận Long Biên. Đây là cây cầu lớn lần đầu tiên hoàn toàn do phía Việt Nam tự thiết kế và thi công mà không cần có sự trợ giúp kỹ thuật của các kỹ sư nước ngoài. Tại cây cầu này các kỹ sư cầu đường của Việt Nam tự thử sức mình để có thể tự thiết kế và thi công các cây cầu lớn khác. Hiện trên hai đầu nhịp cầu vẫn còn tấm biển kim loại có khắc tên cầu và thời gian thi công: Cầu Chương Dương - 10.1983 - 6.1985.

## Lịch sử
Những năm 80 của thế kỷ XX, cả Hà Nội chỉ có cầu Long Biên bắc qua sông Hồng. Do làn đường ôtô quá nhỏ nên cảnh ách tắc luôn xảy ra và cầu được mệnh danh là cây cầu dài nhất thế giới do xe phải mất nhiều tiếng đồng hồ mới qua được. Trong khi đó, cầu Thăng Long còn đang dở dang và dù có xong thì nó cũng không chia sẻ được nhiều do vị trí quá xa trung tâm. Do vậy, dựng ngay một cây cầu để vào trung tâm Hà Nội là ưu tiên số một và chủ trương ban đầu là làm tạm một cầu treo. Lúc bắt đầu khởi công, công trình được mang tên "Cầu treo mùa xuân". Trách nhiệm chỉ đạo xây dựng cầu được giao cho tân Thứ trưởng Bộ Giao thông vận tải Bùi Danh Lưu.
Ông Bùi Danh Lưu cùng lãnh đạo Bộ Giao thông vận tải thuyết phục Chính phủ làm cầu sắt vĩnh cửu với tốc độ làm cầu treo. Được đồng ý, ông cho tận dụng vật liệu "đầu thừa đuôi thẹo" là một số thanh thép phục vụ thi công cầu Thăng Long và rất nhiều dầm cầu đường sắt. Để các dầm sắt này phù hợp khổ cầu đường bộ như cầu Chương Dương, ông Lưu đã phải chỉ đạo "chế sửa" lại theo cách riêng mà thế giới chưa từng làm.
Sau một năm chín tháng, vào ngày 30-6-1985, cầu Chương Dương khánh thành, vượt tiến độ 12 tháng, chấm dứt hoàn toàn cảnh tắc nghẽn trên cầu Long Biên.

## Thông tin chung
Đây là cây cầu nối phường Phúc Tân, quận Hoàn Kiếm với phường Ngọc Lâm và Bồ Đề, quận Long Biên của Hà Nội.
Cầu được khởi công ngày 10/10/1983, thông xe ngày 30/6/1985.
Từ 2002 cầu được sửa chữa, gia cố.

## Thông số kỹ thuật

### Thiết kế
Cầu chính là các nhịp bằng kết cấu thép gồm 21 nhịp: 11 nhịp thép; 10 nhịp bê tông trong đó 7 nhịp ở phía Hà Nội và phía Long Biên có 3 nhịp. Các nhịp dầm thép được cấu tạo bằng những thanh dầm gắn với nhau theo liên kết hình học tam giác thuộc loại dầm 89,28 m rất đặc biêt chỉ có ở cây cầu này. Các kỹ sư Việt Nam đã vận dung sáng tạo, "chế sửa" 2 loại dầm là dầm 105,28m và dầm 73,28m thành loại dầm 89,28m, tận dụng được nguồn nguyên liệu sẵn có ở trong nước.
- Chiều dài: 1.230m.
- Tải trọng: H30.
- Phân tải: cầu chia làm bốn làn xe chạy hai chiều, ở giữa có phần cánh gà mỗi bên rộng 5 m. Phía ngoài cùng có làn đường dành cho xe máy rộng 1,5 m.
- Đơn vị thiết kế: Viện thiết kế giao thông (nay là Tổng công ty Tư vấn thiết kế giao thông vận tải TEDI).
- Đơn vị xây dựng: Liên hiệp các xí nghiệp giao thông khu vực 1 và xí nghiệp liên hợp xây dựng cầu Thăng Long.